# Хребет Левски
Хребетът Левски е централният хребет на планината Тангра на остров Ливингстън. Върхът му, Голям Иглен връх, се издига на 1680 m н.в. и е вторият най-висок връх на острова след връх Фрисланд.
Хребетът се простира на почти 8 km между Шипченската седловина на запад и Девинската седловина на изток и на същото разстояние между Черепишкия рид на север и Христов камък на юг. На север граничи с ледника Хюрън, на североизток – с ледника Искър, на югозапад – с ледниците Мейси и Бояна, а на югоизток – с ледниците Сребърна и Магура.
Наречен е по името на връх Левски.

## Местоположение
Средната точка се намира на 62°39′45″ ю. ш. 60°03′00″ з. д. / 62.6625° ю. ш. 60.05° з. д. което е на 6,84 km източно от връх Фрисланд, 6,8 km югоизточно от Кузманова могила и 6,75 km югозападно от Делчев връх.